# Modulex
Modulex er et dansk firma, der laver skilte, og en tidligere produktlinje produceret af den danske legetøjskoncern LEGO, der blev introduceret i 1963. Temaet var et meget atypisk tema, idet det var målrettet arkitekter, som kunne bruge klodserne til at visualisere deres projekter. Klodserne har samme form som traditionelle legoklodser, men er noget mindre, og det er ikke kompatible med almindelige legoklodser.
Oprindeligt blev sættene lanceret som M20, da klodserne var fremstillet til at bygge modeller i skala 1:20. Klodserne var 5:5:5, hvor normale legoklodser var 5:5:6, og Modulexklodserne var 0,5x0,5 cm brede.
Pladerne fandtes kun i 1x12 eller 1x16, da disse plader var fremstillet til at blive skåret eller klippet i den længde, som man skulle bruge, og der blev også lagt op til at man kunne lime klodserne sammen.
Klodserne kom i farverne brun, okkergul, terrakotta, blågrøn, sandfarve og olivengrøn. Dette adskilte sig fra de normale legoklodser, der fandtes i langt mere klare farve; rød, gul, grøn, blå, sort, grå og transparent. Den sandfarvede modulex-farve er blevet introduceret i legoklodser som Tan. De øvrige farver er i større eller mindre grad blev produceret i moderne tid i lego, men i lidt andre nuancer.

## Historie
De blev produceret, fordi Godtfred Kirk Christiansen gerne ville fremstille en model af det hus, som han var ved at få bygget lige i begyndelsen af 1960'erne, men med de almindelige Legoklodser kunne han ikke få skalaen til at passe. Modulex-klodserne blev derfor fremstillet specielt til Kirk Christiansen, der efterfølgende mente, at der var et marked. De blev udelukkende solgt i æsker efter farve.
I 1965 blev det oprettet som sit eget selskab, og toppen af klodserne fik nu et "M".
I 2015 solgte Modulex A/S rettighederne til klodserne og de tilbageværende støbeforme til Anders Kirk Johansen (Kjeld Kirk Kristiansens nevø, der ikke er en del af Lego-koncernen), der havde skabet et nyt firma ved navn Modulex Bricks A/S. Der blev produceret nogle testklodser, men blev i januar 2015 købt af Lego firmaet, som lukkede for produktionen.